# Gloria (cantante)
Gloria Tomás Canals (n. Barcelona, 30 de julio de 1952) es una cantante española de música popular conocida con el nombre artístico de Gloria.

## Trayectoria artística
Junto a su hermana la también cantante María Pilar, que grabó 22 canciones en diversos EP entre 1965 y 1970, fueron al programa radiofónico Radioscope que presentaba Salvador Escamilla en Radio Barcelona, en el que debutó en público como cantante.  Con 14 años graba un primer disco con Edigsa, un trabajo que contenía ‘L'orfe perdut’, ‘Nona nona’ (de Joan Báez), ‘Pluja que t'han fet’ y ‘Crec en tu’. En el siguiente disco tuvo como letrista a Jaume Picas y como músico a Antoni Ros-Marbà. En 1968, Joan Manuel Serrat hizo una gira de conciertos por Cataluña, en la primera parte de cada concierto cantaban Gloria, Núria Feliu, Las Hermanas Ros y María Pilar, y la segunda parte la hacía Serrat con Ricard Miralles al piano. También en 1968 participó en el Festival Internacional de Barcelona en Montjuïc, defendió la canción ‘Per Sant Joan’ de Serrat. Dejó Edigsa y fichó por Movieplay, con la que grabó baladas y temas de autores como Manuel Alejandro, Eduardo Rodrigo o José Iglesias El Zorro.
Interpretó baladas como ‘Si supieras’, ‘Poeta de antaño’, ‘Razones’, ‘Por eso te quiero’ y otras más que aparecieron en 1972 en su primer LP ‘Si supieras’. Unos años después, interpretó el célebre bolero ‘Toda una vida’ de Osvaldo Farrés. En la cima de su popularidad y éxito, contrajo matrimonio y decidió retirarse para dedicar mayor tiempo a su familia. Contrajo matrimonio con Juan Ignacio Peró a mediados de 1972. Más tarde tuvo algunas breves apariciones. Así, en 1975, entre los candidatos a representar a España en Eurovisión estaban Gloria, Manolo Otero, Ana y Johnny, Minerva y Sergio y Estíbaliz. Gloria había tomado parte en la selección nacional de 1974 y 1975, su nombre sonó como el de posible candidata, pero el hecho de que en ambas ocasiones estuviera embarazada, frustró su designación. En 1980 regresó a la música con un nuevo álbum: ‘Contra viento y marea’ y participó en el desaparecido Festival de Sopot (Polonia) con los temas ‘Si no estás aquí’ y ‘Qué más me da’, temas compuestos para ella por Gonzalo de la Puerta. Posteriormente, grabó la canción compuesta por J. Mengod y R. Gilabert: ‘Dziekuje’ (‘Solidaridad’), escrita como consecuencia de lo vivido en Sopot y fue incluida en su siguiente álbum: ‘Un cielo llamado...Gloria’ (1981). Posteriormente aún grabaría un álbum en 1994: ‘Ajna’.